# エイム・アンド・イグナイト
『エイム・アンド・イグナイト』（Aim and Ignite）は、アメリカ合衆国のインディー・ポップ・バンドであるFUN.のデビュー・スタジオ・アルバム。2009年8月25日にNettwerk Recordsから発売された。プロデュースはスティーヴン・マクドナルド。アルバムには先行シングルである「アット・リースト・アイム・ノット・アズ・サッド（アズ・アイ・ユースト・トゥー・ビー）」や「オール・ザ・プリティー・ガールズ」を含む全10曲が収録された。
アルバム発売の翌年9月14日にはデラックス・エディションが配信限定で発売され、2014年8月25日には期間限定で無料ダウンロードが開始された。また、2012年10月31日に3曲のボーナス・トラックを追加収録した日本盤が発売された。

## 制作背景と構成
2008年2月4日、ネイト・ルイスが公式サイト上でフォーマットの解散を発表。それからまもなくしてルイスは、スティール・トレインのジャック・アントノフとアナサロのアンドリュー・ドストに電話をかけ、ニューヨーク行きの片道切符を買いアントノフとドストに会いに向かった。その週の終わりにFUN.が結成された。その後プロデューサーにスティーヴン・マクドナルド、アレンジャーにロジャー・ジョセフ・マニング・ジュニアを迎えて本作が制作された。収録曲の一部は最終的に破棄されたフォーマットの3作目のアルバム用に用意された楽曲で、作詞作曲者として同バンドのメンバーだったサム・ミーンズも含まれている。
『オールミュージック』は、エレクトリック・ライト・オーケストラやスライ&ザ・ファミリー・ストーン、クイーン（ボーカル・アレンジ）、ビートルズ（ストリングスの使用）からの影響について言及している。

## リリースとプロモーション
2009年4月20日、FUN.はメーリングリスト登録者を対象に「アット・リースト・アイム・ノット・アズ・サッド（アズ・アイ・ユースト・トゥー・ビー）」の無料ダウンロードを提供。同日には8月にNettwerk Recordsからデビュー・アルバムを発売することを発表した。翌日から6月4日にかけてマンチェスター・オーケストラのアメリカツアーに同行。5月19日にアルバムタイトルと収録曲を発表。8月13日から26日にかけてハローグッバイのライブツアーにリンベック、マイ・フェイヴァリット・ハイウェイとともに同行。アルバム発売の翌年9月14日にはデラックス・エディションが配信限定で発売され、新曲「ステッチ・ミー・アップ」や「ウォーキング・ザ・ドッグ」のリミックス・バージョンを含むボーナス・トラックが追加収録された。
アルバムからのシングルとして、2009年5月12日に「アット・リースト・アイム・ノット・アズ・サッド（アズ・アイ・ユースト・トゥー・ビー）」、8月11日に「オール・ザ・プリティー・ガールズ」、2010年11月22日に「ウォーキング・ザ・ドッグ」が発売された。
アルバム発売から丸5年となった2014年8月25日には期間限定で無料ダウンロードが開始された。

## 評価
| 専門評論家によるレビュー | 専門評論家によるレビュー |
| レビュー・スコア         | レビュー・スコア         |
| 出典                     | 評価                     |
| ------------------------ | ------------------------ |
| AbsolutePunk.net         | 89%                      |
| AllMusic                 | [ 13 ]                   |
| The Aquarian Weekly      | B+                       |
| Melodic                  | [ 27 ]                   |
| PopMatters               | 5/10                     |
| Rock Sound               | 8/10                     |

『AbsolutePunk.net』のドリュー・ベリンガーは、「ポップ・アルバムのあるべき姿」「2009年の最も重要なポップ・アルバム」と評した。『オールミュージック』は、アルバムについて「革新的だが、最高な形」とし、ルイスの歌詞について「曲を明るい雰囲気とともに明るく愉快に保ったまま機知にあふれたアプローチで、人生の全体像を追究している」と評した。
『ポップマターズ』のエステラ・ハンは、『エイム・アンド・イグナイト』を「控えめに言ってもかなり独創的」と見なす一方で、「フォーマットの最後の作品には遠く及ばない」と批判した。『Popdose』のケン・シェーンは、本作を「面白くて、並外れた」アルバムと見なし、バンドの「ソングライティング」や本作に収録の複数の楽曲を称賛した。その一方で「気取った」楽曲制作を批判し、「もっとすっきりとさせた形でバンドの曲を聞きたかった」と述べた。

## 収録曲
| 全作詞・作曲: ネイト・ルイス、アンドリュー・ドスト、ジャック・アントノフ、サム・ミーンズ（特記を除く）。 | |                                                                                                 |                                                                                                 |                                        |      |
| # | タイトル | 作詞                                                                                            | 作曲・編曲                                                                                      | 編曲                                   | 時間 |
| 1. | 「ビー・カーム」(Be Calm) | ネイト・ルイス 、 アンドリュー・ドスト 、 ジャック・アントノフ 、 サム・ミーンズ （特記を除く） | ネイト・ルイス 、 アンドリュー・ドスト 、 ジャック・アントノフ 、 サム・ミーンズ （特記を除く） | ロジャー・ジョセフ・マニング・ジュニア | 4:10 |
| 2. | 「ベンソン・ヘッジス」(Benson Hedges)                                                                                               | ネイト・ルイス 、 アンドリュー・ドスト 、 ジャック・アントノフ 、 サム・ミーンズ （特記を除く） | ネイト・ルイス 、 アンドリュー・ドスト 、 ジャック・アントノフ 、 サム・ミーンズ （特記を除く） | アンドリュー・ドスト ネイト・ルイス    | 4:00 |
| 3. | 「オール・ザ・プリティー・ガールズ」(All the Pretty Girls)                                                                          | ネイト・ルイス 、 アンドリュー・ドスト 、 ジャック・アントノフ 、 サム・ミーンズ （特記を除く） | ネイト・ルイス 、 アンドリュー・ドスト 、 ジャック・アントノフ 、 サム・ミーンズ （特記を除く） | アンドリュー・ドスト ネイト・ルイス    | 3:23 |
| 4. | 「アイ・ウォナ・ビー・ザ・ワン」(I Wanna Be the One)                                                                                | ネイト・ルイス 、 アンドリュー・ドスト 、 ジャック・アントノフ 、 サム・ミーンズ （特記を除く） | ネイト・ルイス 、 アンドリュー・ドスト 、 ジャック・アントノフ 、 サム・ミーンズ （特記を除く） | ロジャー・ジョセフ・マニング・ジュニア | 3:37 |
| 5. | 「アット・リースト・アイム・ノット・アズ・サッド（アズ・アイ・ユースト・トゥー・ビー）」(At Least I'm Not as Sad (As I Used to Be)) | ネイト・ルイス 、 アンドリュー・ドスト 、 ジャック・アントノフ 、 サム・ミーンズ （特記を除く） | ネイト・ルイス 、 アンドリュー・ドスト 、 ジャック・アントノフ 、 サム・ミーンズ （特記を除く） | アンドリュー・ドスト                   | 4:07 |
| 6. | 「ライト・ア・ローマン・キャンドル・ウィズ・ミー」(Light a Roman Candle with Me)                                                    | ネイト・ルイス 、 アンドリュー・ドスト 、 ジャック・アントノフ 、 サム・ミーンズ （特記を除く） | ネイト・ルイス 、 アンドリュー・ドスト 、 ジャック・アントノフ 、 サム・ミーンズ （特記を除く） | アンドリュー・ドスト                   | 3:05 |
| 7. | 「ウォーキング・ザ・ドッグ」(Walking the Dog)                                                                                       | ネイト・ルイス 、 アンドリュー・ドスト 、 ジャック・アントノフ 、 サム・ミーンズ （特記を除く） | ネイト・ルイス 、 アンドリュー・ドスト 、 ジャック・アントノフ 、 サム・ミーンズ （特記を除く） |                                        | 3:41 |
| 8. | 「バーライツ」(Barlights) | ネイト・ルイス 、 アンドリュー・ドスト 、 ジャック・アントノフ 、 サム・ミーンズ （特記を除く） | ネイト・ルイス 、 アンドリュー・ドスト 、 ジャック・アントノフ 、 サム・ミーンズ （特記を除く） | ロジャー・ジョセフ・マニング・ジュニア | 4:18 |
| 9. | 「ザ・ギャンブラー」(The Gambler)                                                                                                   | ネイト・ルイス 、 アンドリュー・ドスト 、 ジャック・アントノフ 、 サム・ミーンズ （特記を除く） | ネイト・ルイス 、 アンドリュー・ドスト 、 ジャック・アントノフ 、 サム・ミーンズ （特記を除く） | ロジャー・ジョセフ・マニング・ジュニア | 4:12 |
| 10. | 「テイク・ユア・タイム（カミング・ホーム）」(Take Your Time (Coming Home))                                                          | ネイト・ルイス 、 アンドリュー・ドスト 、 ジャック・アントノフ 、 サム・ミーンズ （特記を除く） | ネイト・ルイス 、 アンドリュー・ドスト 、 ジャック・アントノフ 、 サム・ミーンズ （特記を除く） |                                        | 7:52 |
| 合計時間:                                                                                                | 合計時間: | 合計時間:                                                                                       | 42:25                                                                                           |                                        |      |

| #         | タイトル                                                                                         | 作詞・作曲                                               | 時間  |
| --------- | ------------------------------------------------------------------------------------------------ | -------------------------------------------------------- | ----- |
| 11.       | 「ステッチ・ミー・アップ」(Stitch Me Up)                                                         | ネイト・ルイス アンドリュー・ドスト ジャック・アントノフ | 4:05  |
| 12.       | 「ウォーキング・ザ・ドッグII」(Walking the Dog II)                                               |                                                          | 4:31  |
| 13.       | 「テイク・ユア・タイム（カミング・ホーム） [Acoustic]」(Take Your Time (Coming Home) (Acoustic)) |                                                          | 3:57  |
| 14.       | 「ウォーキング・ザ・ドッグ（RACミックス）」(Walking the Dog (RAC Mix))                           |                                                          | 4:30  |
| 15.       | 「オール・ザ・プリティー・ガールズ（RACミックス）」(All the Pretty Girls (RAC Mix))              |                                                          | 4:25  |
| 合計時間: | 合計時間:                                                                                        | 合計時間:                                                | 63:53 |

| #         | タイトル | 作詞  | 作曲・編曲 | 時間 |
| --------- | --- | ----- | ---------- | ---- |
| 11.       | 「ウォーキング・ザ・ドッグ [ライヴ・アンド・アコースティック]」(Walking the Dog [Live&Acoustic])                                                                                       |       |            | 3:24 |
| 12.       | 「オール・ザ・プリティー・ガールズ [ライヴ・アンド・アコースティック]」(All the Pretty Girls [Live&Acoustic])                                                                          |       |            | 4:09 |
| 13.       | 「アット・リースト・アイム・ノット・アズ・サッド（アズ・アイ・ユースト・トゥー・ビー） [ライヴ・アンド・アコースティック]」(At Least I'm Not as Sad (As I Used to Be) [Live&Acoustic]) |       |            | 5:43 |
| 合計時間: | 合計時間: | 55:41 |            |      |

## クレジット
※出典
- FUN.（ジャック・アントノフ、アンドリュー・ドスト、ネイト・ルイス） – 演奏
- ジェイソン・ソー – トロンボーン（M4, M6, M8）
- ダブル・G – サクソフォーン（M5, M8）
- ララ・ウィックス – オーボエ（M4）
- フィル・パルラピアーノ – アコーディオン（M1）
- マイク・ホイットソン – ヴィオラ（M5, M6, M9）
- アイナ・ホイットソン – ヴィオラ（M5, M6, M9）
- ティモシー・ルー – チェロ（M5, M6, M9）
- ヴァネッサ・フリーバーン＝スミス（英語版） – チェロ（M1, M2, M4, M6）
- ニール・ハモンド – ヴァイオリン & チェロ（M1 - M6, M9）
- ジョン・オライリー – ドラム(M7とM9を除く)
- スティーヴン・マクドナルド（英語版） – ベース（M2とM9を除く全曲）、ボーカル（M4, M10）、プロデュース、エンジニア、ミキシング
- ロジャー・ジョセフ・マニング・ジュニア – カリオペ（英語版）（M1）
- クリストファー・バウティスタ – トランペット（M1, M8）
- コニー・コーン – ボーカル（M2, M8, M10）
- イーダ・レルム – ボーカル（M2, M8, M10）
- アンナ・ワーロンカー（英語版） – ボーカル（M1, M5）
- ブラッド・ヴァンス – マスタリング

## チャート成績
| チャート (2009年)                     | 最高位 |
| ------------------------------------- | ------ |
| US Billboard 200                      | 71     |
| US Top Alternative Albums (Billboard) | 20     |
| US Tastemaker Albums (Billboard)      | 3      |
| US Top Rock Albums (Billboard)        | 23     |